# بورت أوف نيويورك (فلم)
بورت أوف نيويورك (بالإنجليزية:Port of New York)، هو فيلم أمريكي قصير، أنتج سنة 1949، ومدة الفيلم 83 دقيقة، وكان الممثل الأمريكي الجديد يول براينر، أول ممثل أمريكي يشارك في الفيلم القصير، وتتحدث القصة حول أمور غمضة حدثت في جريمة القتل في مدينة نيويورك الأمريكية.

## وصلات خارجية
- مقالات تستعمل روابط فنية بلا صلة مع ويكي بيانات
- الفيلم متوفر للتحميل المجاني على أرشيف الإنترنت